# Sam Spence
Samuel Lloyd Spence (* 29. März 1927 in San Francisco, Kalifornien; † 6. Februar 2016 in Lewisville, Texas) war ein amerikanischer Filmkomponist, der in den Vereinigten Staaten vor allem durch seine Musik für Filme über die National Football League, in Deutschland dagegen unter anderem durch seine Filmmusik für den Francis-Durbridge-Straßenfeger Wie ein Blitz bekannt wurde.

## Leben
Als ehemaliger Musiklehrer an der University of Southern California lebte und arbeitete Spence in München. Spence wurde 1966 mit der Musik für die Dokumentationsserie über die amerikanische National Football League beauftragt. Spences Musik spielte zusammen mit Steve Sabol und dem NFL-Filmteam eine wichtige Rolle, um American Football zur populärsten Sportart in den Vereinigten Staaten zu machen.
In Deutschland schrieb Spence die Musik für mehrere Fernsehfilme, teils in Zusammenarbeit mit Hani Chamseddine. Am bekanntesten wurde die Musik für den Francis-Durbridge-Dreiteiler Wie ein Blitz. Nachdem Spence 1990 in den Ruhestand gegangen war, kehrte er nach München zurück. Mit dem CD-Sampler The Power and the Glory: The Original Music & Voices of NFL Films erzielte er einen späten Überraschungserfolg. Spence starb am 6. Februar 2016 in einem Pflegeheim in Lewisville, Texas im Alter von 88 Jahren.

## Publikationen (Auswahl)
Schallplatte
- 1963:  Jenny, lass’ mich geh’n[3]
- 1970: Wie ein Blitz (Single)[4]
- 2010: Sam Spence – Sounds (Langspielplatte)[5]

CD
- 1998: The Power and the Glory The Original Music & Voices of NFL Films
- 2007: Sam Spence – Our Man in Munich – All Score Media AMS 025 – Indigo[6]
- 2009: Autumn Thunder. 40 Years Of NFL Films Music[7]

Remake
- 2005 wurde die Musik von Spence von der Hip-Hop-Gruppe Da Riffs wieder aufgegriffen.

## Spätere Auftritte
Spences Musik wurde mehrfach auf der Bühne gespielt, wobei er regionale Orchester dirigierte. Am 14. Juni 2008 dirigierte er als Gast ein Medley seiner NFL-Hits mit dem Golden State Pops Orchestra in San Pedro, Kalifornien. Im November 2010 fand ein Konzert in Green Bay,  Wisconsin statt, auf dem vor allem seine Football-Titel gespielt wurden.